# Tapeinosperma divaricatum
Tapeinosperma divaricatum är en viveväxtart som först beskrevs av John Wynn Gillespie, och fick sitt nu gällande namn av A.C. Smith. Tapeinosperma divaricatum ingår i släktet Tapeinosperma och familjen viveväxter. Inga underarter finns listade i Catalogue of Life.